# Malattia di von Willebrand
La malattia di von Willebrand è una disfunzione genetica autosomica dominante caratterizzata da emorragie spontanee a carico delle membrane mucose, eccessivo sanguinamento a seguito di ferita o menorragia. Prende il nome dal medico finlandese Erik Adolf von Willebrand che per primo la osservò.
È caratterizzata da ridotti livelli del fattore di von Willebrand circolante, o una sua ridotta attività. Il fattore è codificato da un gene localizzato sul Cromosoma 12. Questo è una proteina di produzione piastrinica che ha un fondamentale ruolo nella coagulazione.

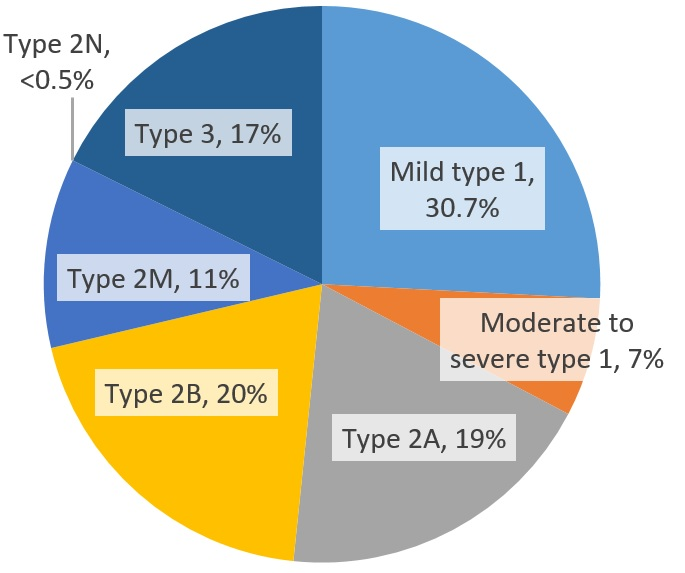
Grafico a torta delle incidenze relative dei diversi tipi di malattia di Von Willebrand (2011)

## 1º tipo
Modesta riduzione del livello plasmatico del fattore vW a causa di un difetto nella liberazione della proteina dalle cellule endoteliali. Generalmente vi è anche riduzione dell'attività coagulante del fattore antiemofilico, o fattore VIII e del cofattore ristocetina. I livelli del fattore VIII, una proteina sierica procoagulante, possono essere ridotti nella malattia di von Willebrand perché il fattore vW stabilizza il fattore VIII. Così i pazienti presentano un difetto costituito da un'alterazione della funzione piastrinica e della via intrinseca della coagulazione. Comunque gli effetti della mancanza del fattore VIII (emofilia), quali emoartrosi, sono rari.

## 2º tipo
- Tipo IIa: quadro causato dall'incapacità di assemblare polimeri a maggior peso molecolare, o da un catabolismo prematuro degli stessi.
- Tipo IIb: alterato legame delle forme anomale (più grosse) del fattore vW alle piastrine, responsabile della formazione di aggregati di piastrine intravascolari. Questi vengono rimossi rapidamente causando modesta trombocitopenia ciclica.

## 3º tipo
Forma grave, recessiva, determinata dalla ridotta sintesi (cfr. tipo I) di vW da parte delle cellule endoteliali.

## Pseudo vWD
Sindrome di tipo piastrinico: il difetto consiste nell'iperattività del recettore piastrinico Ib.